# Ten
Ten es el álbum debut de estudio de la banda de grunge estadounidense Pearl Jam, lanzado el 27 de agosto de 1991, por la discográfica Epic Records. Después de la ruptura de la anterior banda del bajista Jeff Ament y el guitarrista Stone Gossard, Mother Love Bone, ambos reclutaron al vocalista Eddie Vedder, al guitarrista Mike McCready y al batería Dave Krusen para formar Pearl Jam en 1990. La mayoría de las canciones del grupo comenzaron como jam sessions instrumentales, a los que Vedder añadió letras sobre temas como la depresión, gente sin hogar o los abusos.
Ten no fue un disco exitoso en un principio, tardó cuatro meses en entrar en la lista Billboard 200 de Estados Unidos. Gracias al auge del grunge, tras el exitoso Nevermind de Nirvana y su canción «Smells Like Teen Spirit», entró en la lista en la modesta posición 155. Sin embargo, un año después de su lanzamiento llegó al puesto número 2. Finalmente, se mantendría en ella 250 semanas (5 años). El álbum ha vendido más de 13 millones de copias solo en Estados Unidos, siendo certificado 13 veces disco de platino por la RIAA y sigue siendo el álbum más exitoso de Pearl Jam. Se extrajeron tres sencillos del álbum: «Alive», «Even Flow» y «Jeremy». Aunque a la banda se le acusó de subirse al tren del éxito de la música grunge, Ten tuvo un papel decisivo en popularizar el rock alternativo en el mainstream. La banda, considerada uno de los grupos más populares e influyentes de los últimos 30 años, ha sido recientemente incluida en el Rock and Roll Hall of Fame. La revista Rolling Stone incluyó Ten entre los 500 mejores álbumes de todos los tiempos. Del mismo modo su cantante Eddie Vedder destaca por su poderosa voz y la propia Rolling Stone lo ha situado séptimo en su lista de los 100 mejores cantantes de todos los tiempos.

## Antecedentes
El guitarrista Stone Gossard y el bajista Jeff Ament tocaban juntos en una pionera banda de grunge llamada Green River. Después de la disolución de Green River en 1987, Ament y Gossard tocaron juntos en Mother Love Bone a finales de los años 1980. La carrera de Mother Love Bone se vio truncada por la muerte por sobredosis de su cantante Andrew Wood en 1990, poco antes del lanzamiento de su álbum debut, Apple. Debido a esto, Gossard y Ament tardaron meses en volver a querer tocar juntos, además de hacer que la música de Gossard de los meses siguientes se volviera más oscura que la previa. Después de unos meses, Gossard comenzó a practicar con el guitarrista de Seattle Mike McCready, cuya banda Shadow acababa de disolverse; McCready fue quién animó a Gossard a volver a tocar con Ament. Los tres decidieron entrar al estudio para grabar unas sesiones instrumentales con el batería de Soundgarden, Matt Cameron, por un lado y con el antiguo batería de Shadow, Chris Friel, por otro. Cinco de las canciones grabadas —«Dollar Short», «Agytian Crave», «Footsteps», «Richard's E» y «E Ballad»— se compilaron en un casete llamado The Stone Gossard Demo '91 que utilizaron para intentar encontrar un cantante y un batería para el trío.
El músico de San Diego Eddie Vedder adquirió una copia de esta demo en septiembre de 1990 de manos del exbatería de Red Hot Chili Peppers Jack Irons. Vedder escuchó la cinta y al día siguiente escribió las letras para «Dollar Short», «Agytian Crave» y «Footsteps». «Dollar Short» y «Agytian Crave» después serían retituladas como «Alive» y «Once», respectivamente. Gossard y Ament escucharon la demo con las letras y voz de Vedder, y quedaron con Vedder para que fuese a Seattle para una audición. Mientras, Vedder había escrito la letra para «E Ballad», retitulada «Black». El vocalista llegó el 13 de octubre de 1990 y ensayó con el resto del grupo (ahora con Dave Krusen a la batería) durante una semana, escribiendo once canciones en el proceso. Poco después contrataron a Vedder como vocalista y firmaron un contrato con Epic Records.

## Grabación
La banda, por aquel entonces llamada Mookie Blaylock, entró a grabar su álbum debut en los estudios de London Bridge en Seattle, Washington en marzo de 1991 con el productor Rick Parashar. Anteriormente se habían grabado algunas pistas en esos mismos estudios en enero, pero la única que llegó a utilizarse fue "Alive". Las sesiones de grabación fueron rápido y duraron aproximadamente un mes, mayormente debido a que el grupo ya tenía compuesto casi todo el material necesario para el álbum. Las canciones "Porch", "Deep", "Why Go" y "Garden" se grabaron por primera vez en estas sesiones, mientras que todas las demás ya habían sido grabadas en forma de demo en algún punto anterior. McCready dijo que "Ten era mayoritariamente Stone y Jeff; yo y Eddie sólo estábamos de acompañantes en aquél momento". Ament dijo, "Sabíamos que aún estábamos muy lejos de ser una banda de verdad en ese punto".
Las sesiones de grabación de Ten se completaron en mayo de 1991. Krusen abandonó poco después de acabar las grabaciones, entrando a rehabilitación. Según Krusen, estaba sufriendo problemas personales en aquella época. Krusen dijo, "fue una gran experiencia. Sentí desde los comienzos de la banda que era algo muy especial", añadiendo, "Tenían que dejarme marchar. No podía parar de beber, y estaba causando problemas. Me dieron muchas oportunidades, pero no pude llevarlo". La banda se reunió con Tim Palmer en el Reino Unido en junio para hacer las mezclas del álbum. Palmer decidió hacerlas en Ridge Farm Studios de Dorking, una granja reconvertida en estudio de grabación que según él era "lo más distinto de un estudio de Los Ángeles o Nueva York que se podía conseguir". Palmer hizo algunas modificaciones en las canciones, como retocar la introducción de "Black", y obligó a McCready a acabar el solo de guitarra de "Alive". Además, añadió el sonido de un salero y un extintor de incendios en la mezcla de la canción "Oceans" empleando la técnica del overdubbing.
Años más tarde, los miembros de Pearl Jam han expresado su desacuerdo con la forma de mezclar el álbum. En 2001, Ament dijo: "Me encantaría remezclar Ten. Ed, seguro, estaría de acuerdo conmigo... No tiene nada que ver con cambiar nuestras actuaciones; sólo quitar parte de la reverb". En 2002, Gossard dijo: "Éramos demasiado novatos en el estudio y pasamos demasiado tiempo grabando, haciendo distintas tomas, matando vibraciones y añadiendo un montón de guitarra. Hay mucha reverb en el álbum". En 2006, Vedder dijo: "Puedo escuchar nuestros primeros álbumes [excepto] el primero... Es por el sonido del álbum. Fue mezclado de una forma... como producido".

## Música y letra
Varias de las canciones de Ten comenzaron siendo composiciones instrumentales a las que Vedder añadió las letras después de unirse al grupo. Respecto a las letras, Vedder dijo, "en lo único que creo es en este jodido momento, como ahora mismo. Y eso es en realidad de lo que habla todo el álbum". Las letras de Vedder en Ten tratan sobre temas subjetivos como la depresión, el suicidio, la soledad, y el asesinato. El álbum también trata temas como los "sin techo" ("Even Flow") y los hospitales psiquiátricos ("Why Go"). La canción "Jeremy" y el videoclip que lo acompaña están inspirados en una historia real de un estudiante, Jeremy Wade Delle, que se disparó delante de sus compañeros de clase.
Muchos de los que escucharon "Alive" lo vieron como un himno inspirador debido a su in crescendo instrumental y coral. Desde entonces Vedder ha dicho que la canción trata la historia semibiográfica de un hijo que descubre que su padre es, en realidad, su padrastro (habiendo fallecido su padre hacía mucho) mientras su madre lidia el dolor manteniendo una relación sexual con el hijo debido al parecido físico con su padre biológico. "Alive" y "Once" forman parte de una ciclo de canciones que después Vedder describió como una "mini ópera" llamada Mamasan (la tercera canción, "Footsteps", apareció como cara B del sencillo "Jeremy"). Vedder explicó que la letra cuenta la historia de la muerte del padre de un joven ("Alive"), llevándole a salir a cometer una matanza ("Once"), que le lleva a su captura y posterior ejecución ("Footsteps"). Más tarde se supo que las letras de Vedder estaban inspiradas, en parte, en su propia experiencia al descubrir a los 17 años que el hombre que pensaba que era su padre no lo era, y que su auténtico padre estaba muerto.
Aunque Ten trata sobre temas oscuros, se ha convertido en uno de los puntos álgidos del sonido del rock alternativo de comienzos de los años 1990, debido a la voz de Vedder, inusualmente profunda y fuerte (muy imitada después) alternando entre solidez y vibrato contra el incontrolado y guitarrero rock duro con influencias de Led Zeppelin, Jimi Hendrix y otras bandas de rock y blues de los años 1970. El estilo musical de Ten, combina un "vocabulario armónico expansivo" con un sonido de himno. Stephen Thomas Erlewine de Allmusic comentó que las canciones del álbum fusionan "el arena rock de riffs duros de los 70 con las agallas y la ira del post-punk de los 80, sin dejar nunca de lado los estribillos y ganchos".
Ten contiene una pista de dos partes llamada "Master/Slave" que abre y cierra el álbum. La primera parte abre el álbum justo antes de que comience "Once", y la segunda parte cierra el álbum, después de "Release". Da comienzo unos diez segundos después del último tema del álbum como pista oculta, aunque ambos cuentan como una sola pista en el CD. La canción es completamente instrumental (a excepción de palabras ininteligibles aleatorias que murmura Vedder) y una línea predominante de bajo, junto a algo de guitarra y sonidos de batería confusos. El productor Rick Parashar dijo en 2002 que "tal y como yo lo recuerdo, creo que Jeff tenía una línea de bajo... Oí esa línea y después comenzamos a colaborar en la sala de control, comencé a programar cosas con el teclado; él improvisaba por encima y simplemente salió así".

## Lanzamiento y recepción
Ten comenzó vendiendo despacio, pero para la segunda mitad de 1992 consiguió ser un éxito, obteniendo un disco de oro otorgado por la RIAA. Después de casi un año de su lanzamiento, el álbum finalmente entró en el Top 10 de la lista de álbumes Billboard 200 el 30 de mayo de 1992, llegando al puesto número ocho. Ten alcanzó el puesto número dos en Estados Unidos, siendo el álbum Some Gave All de Billy Ray Cyrus el que no le permitió llegar a lo más alto. Para febrero de 1993, Ten seguía vendiendo bien dos años después de su lanzamiento; en 1993 fue el octavo álbum mejor vendido de los Estados Unidos, por encima del segundo álbum de la banda lanzado ese año, Vs. Para abril de 2009, Ten ha vendido más de 9,6 millones de copias solo en Estados Unidos según Nielsen SoundScan, y ha sido certificado 13 veces platino por la RIAA.
El crítico de la revista Rolling Stone, David Fricke hizo una reseña positiva, diciendo que Pearl Jam "ha entrado volando en la mística a velocidad digna de elogio", añadiendo que Pearl Jam "escurre mucho drama de unos pocos acordes nadando en eco". Allan Jones de Melody Maker sugirió en su reseña de Ten que es Vedder quien "proporciona a Pearl Jam su convincente enfoque único". Steve Huey, de Allmusic le concedió al álbum el máximo de cinco estrellas, denominándolo como una "perfecta obra maestra del hard rock". La revista Q le otorgó al álbum cuatro de cinco estrellas. En la reseña dijeron que era "estruendoso rock moderno, apoyado en contagiosos motifs de guitarra y conducido por el bajo y la batería", además de que "bien podría ser la cara del heavy metal de los años 1990". Stereo Review dijo que "la banda suena más grande que la vida misma, produciendo un infierno de guitarras estruendosas, bajo y batería monumentales, y voces salidas de la boca del estómago".
Pero, también recibió algunas reseñas negativas. David Browne de Entertainment Weekly le concedió al álbum un B–. Sobre el sonido de Pearl Jam, Browne comentó que "lo has oído todo antes en grabaciones de roqueros del Noreste como Soundgarden, Alice in Chains, y los desaparecidos Mother Love Bone". Terminó diciendo que Pearl Jam "a menudo... se pierden en un sonido que solo llega a mostrar que casi cualquier cosa puede ser aprovechado y empaquetado". El crítico Robert Christgau, también le concedió al álbum un B- en su reseña original, diciendo sobre el álbum, "Me arriesgo a una profunda sensación ya entendida escuchando a todos estos hombres blancos melenudos tocando sus guitarras mucho tiempo, pero no muy bien". La revista musical británica NME dijo que Pearl Jam estaba "intentando robar dinero de los bolsillos de los jóvenes alternativos". El líder de Nirvana Kurt Cobain atacó fuertemente a Pearl Jam, alegando que los de la banda eran unos "vendidos" comerciales, y dijo que Ten no era un verdadero álbum de rock alternativo porque tenía mucha guitarra solista.
Se extrajeron tres sencillos de Ten, "Alive", "Even Flow" y "Jeremy", todos ellos acompañados de videoclips (el vídeo de "Oceans" solo se lanzó fuera de Estados Unidos). Todos los sencillos entraron en las listas de Mainstream Rock y Modern Rock. La canción "Black" llegó al puesto número tres de la lista Mainstream Rock, a pesar de no haberse editado siquiera en formato de sencillo. El vídeo para "Alive" recibió una nominación de MTV Video Music Award a mejor video alternativo en 1992. "Jeremy" se convirtió en una de las canciones más conocidas de Pearl Jam, y recibió nominaciones a mejor canción rock y a mejor interpretación de rock duro en los Premios Grammy de 1993. El vídeo de "Jeremy", dirigido por Mark Pellington, se emitía con gran asiduidad en la cadena musical MTV y se convirtió en un gran éxito, recibiendo cinco nominaciones en los MTV Video Music Awards de 1993, de los que ganó cuatro, incluyendo "video del año" y "mejor vídeo de una banda".
En 2003, el álbum se colocó en el puesto número 207 de la lista de los 500 mejores álbumes de todos los tiempos realizada por la revista Rolling Stone, y "Even Flow" aparece en el puesto número 77 de las 100 mejores canciones de guitarra de todos los tiempos de la misma revista. Los lectores de la revista Q votaron en 2003 a Ten como el 42.º mejor álbum de todos los tiempos; aunque en la lista de 2006 había bajado hasta el puesto 59º. En 2003, VH1 lo posicionó en el puesto número 83 de su lista de los 100 mejores álbumes de rock and roll. También apareció en el puesto número quince de la lista de los 100 mejores álbumes de guitarra de todos los tiempos elaborada por Guitar World en octubre de 2006. En 2007, el álbum se incluyó en el puesto número once de la lista de los 200 álbumes definitivos de todos los tiempos hecha por la National Association of Recording Merchandisers.
Ten se ha convertido en uno de los álbumes más vendidos y sus canciones siguen siendo transmitidas de forma constante en la radio. El álbum permaneció en las listas de Billboard por más de dos años y hasta la fecha ha vendido 9,4 millones de copias tan solo en los Estados Unidos. Además, ha sido certificado con 12 discos de platino por la RIAA. En 2003, la cadena de videos VH1 lo colocó en el lugar #83 de los mejores álbumes de rock. Los lectores de la revista Q por medio de votación colocaron a Ten como el disco número n.º 42 de los álbumes más grandes de la historia; sin embargo tres años después sería colocado como el número #59. Además fue nombrado por la revista Rolling Stone como el disco número 207 en su lista de los 500 mejores álbumes de todos los tiempos.

### Relanzamiento
El 24 de marzo de 2009, Ten se relanzó en cuatro ediciones (legacy, deluxe, vinilo y super deluxe). Es la primera reedición de un plan para reeditar todo el catálogo musical de Pearl Jam antes de 2011, coincidiendo con el vigésimo aniversario de la banda. Los extras de las cuatro ediciones reeditadas incluyen una remasterización y remezcla del álbum al completo por parte del productor Brendan O'Brien, nuevo empaquetado, seis pistas adicionales ("Brother", "Just a Girl", "Breath and a Scream", "State of Love and Trust", "2,000 Mile Blues" y "Evil Little Goat"), un DVD de la aparición de la banda en MTV Unplugged en 1992 (incluyendo una actuación extra de "Oceans", que junto a "Rockin' in the Free World" se excluyeron de la emisión final del programa), versiones en vinilo del álbum, un LP del concierto que dio la banda el 20 de septiembre de 1992 en el Magnuson Park de Seattle (también conocido como Drop in the Park), una réplica del casete demo Mamasan y una réplica del bloc de notas de Eddie Vedder que contiene notas y mementos.
Hablando de la remezcla del álbum, O'Brien dijo, "La banda adoraba la mezcla original de Ten, pero también estaban interesados en saber cómo sonaría si yo lo despiezaba y lo volvía a mezclar... El sonido original de Ten es lo que compraron millones de personas, por lo que inicialmente tuve dudas sobre jugar con eso. Después de años de persistencia de la banda, fui capaz de hacerme a la idea de ofrecerlo junto al original- dándole un toque fresco, un sonido más directo".
La reedición de Ten vendió 60 000 copias en su primera semana, la segunda mejor venta semanal del álbum desde la Navidad de 1993. Ya que Billboard considera la reedición de Ten como un producto de catálogo, Ten no apareció en la lista del Billboard 200, Top Modern Rock/Alternative o Top Rock Albums, porque no incluyen este tipo de producto. La reedición también entró en la lista de álbumes de Australia en el puesto número once que es su posición más alta desde el 14 de junio de 1992.
Coincidiendo con la reedición del álbum, en marzo de 2009, el álbum íntegro se puso como material descargable para la serie de videojuegos Rock Band. Además, tres pistas adicionales de la época de Ten estaban disponibles para todos aquellos que compraran la reedición en las tiendas Best Buy: "Brother", "Alive" y "State of Love and Trust", estas dos últimas en versiones en vivo tomadas del concierto de la banda del 20 de septiembre de 1992.

## Diseño

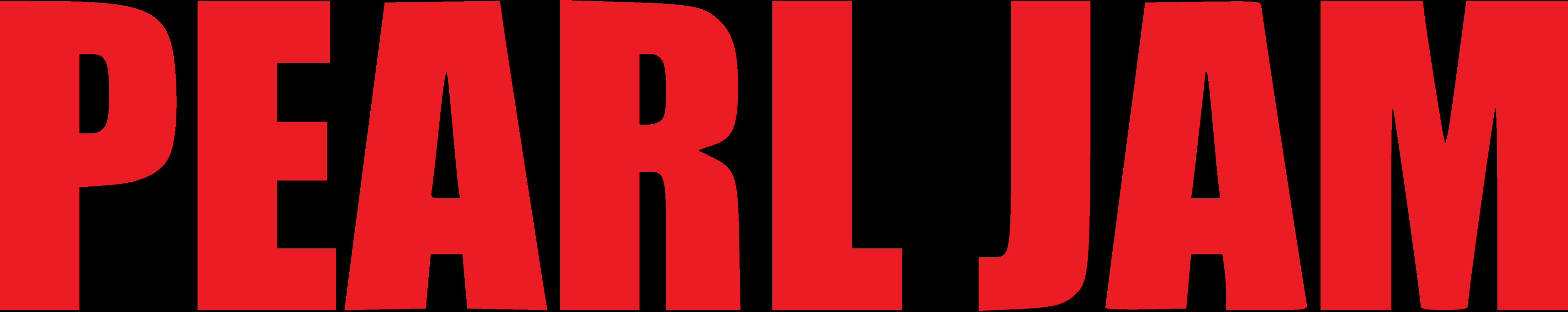
Logo con el nuevo nombre de la banda usado en el álbum.

La portada del álbum muestra a los miembros fotografiados en la época de la grabación en una pose delante del nombre de la banda, "Pearl Jam", en madera recortada construida por Ament. Ament dijo, "El concepto original trataba sobre estar realmente juntos como banda y sobre entrar en el mundo musical como una verdadera banda... una especie de 'todos para uno'". Ament aparece en los créditos como director artístico y del diseño de la portada, Lance Mercer se encargó de la fotografía, mientras que Lisa Sparagano y Risa Zaitschek, aparecen ambas acreditadas por el diseño. Ament afirmó, "Hubo unos cuantos cabezazos con el departamento artístico de Sony en la época. La versión que todo el mundo llegó a conocer de la portada de Ten era rosa, pero en principio estaba pensado que fuese de color más burdeos y la foto de la banda debía ser en blanco y negro". El nombre original de Pearl Jam (Mookie Blaylock) se tomó del jugador de baloncesto profesional de ese nombre. Se cambió después de firmar con Epic Records, ya que los ejecutivos de la compañía estaban preocupados por la propiedad intelectual y los derechos de autor, ya que Blaylock había firmado un contrato con Nike. En conmemoración del nombre original de la banda, decidieron titular su primer álbum Ten ("Diez") por el número de la camiseta de Blaylock.

## Tour
Ament comentó que Ten era "esencialmente una excusa para salir de gira", añadiendo, "Le dijimos a la discográfica, 'sabemos que podemos ser una gran banda, así que danos la oportunidad de salir ahí y tocar'". Pearl Jam comenzó una incesante gira de promoción de Ten, para la cual se unió a la banda el batería Dave Abbruzzese. A mediados de su gira planeada para Estados Unidos, Pearl Jam canceló el resto de conciertos para actuar como teloneros de la gira de Blood Sugar Sex Magik de Red Hot Chili Peppers a finales de 1991 por Estados Unidos. Fue el antiguo batería de Red Hot Chili Peppers Jack Irons quién llamó a la banda para pedirle que contratasen a la banda de su amigo Vedder como teloneros. The Smashing Pumpkins también acompañaron a Red Hot Chili Peppers como teloneros. Ya que la gira de Red Hot Chili Peppers se estaba llevando a cabo en recintos grandes, los promotores de la gira decidieron sustituir a Pearl Jam por alguna banda más conocida. Los elegidos fueron Nirvana, aunque, finalmente The Smashing Pumpkins abandonó y fueron reemplazados por Pearl Jam. Michael Goldstone, ejecutivo de Epic comentó que "la banda hizo un trabajo tan increíble como teloneros de los Chili Peppers que les abrió las puertas a las emisoras de radio".
En 1992, la banda se embarcó en su primera gira europea, para después volver a Estados Unidos para hacer una segunda manga de la gira. Goldstone percibió que la audiencia de la banda se había expandido, diciendo que al contrario que antes "todo el mundo venía". La mánager de la banda, Kelly Curtis, dijo, "Una vez que la gente venía y les veía en vivo, se les encendía la bombilla. Haciendo la primera gira, sabías que estaba pasando y que no se podía parar. Tocar en el Midwest y colgar el todo vendido en locales de 500 asientos. Eddie podía pedir hablar con Brett, el tío del sonido, y el público le acercaba en volandas. Nunca había visto una reacción así del público. Cuando Pearl Jam volvió a Europa para una segunda manga, actuaron en el Pinkpop Festival de los Países Bajos el 8 de junio de 1992. El concierto fue notable por el salto de Vedder desde una grúa de televisión al público. Después del concierto del 26 de junio en el Roskilde Festival, la banda canceló el resto de la gira debido a una confrontación con la seguridad del festival y al cansancio. Respecto a esto, Ament dijo, "Habíamos estado girando diez meses. Simplemente llegó un punto a mitad de la gira en que las cosas se comenzaron a poner realmente tensas. El estar lejos de casa, en la carretera, sentirse sólo o deprimido o lo que sea". Después de esta gira, la banda se embarcó en la gira Lollapalooza con Red Hot Chili Peppers, Soundgarden y Ministry, entre otros.

## Lista de canciones
Todas las letras escritas por Eddie Vedder.
| N.º | Título      | Música                                   | Duración |  |
| 1.  | «Once»      | Gossard                                  | 3:51     |  |
| 2.  | «Even Flow» | Gossard, Vedder                          | 4:53     |  |
| 3.  | «Alive»     | Gossard, Vedder                          | 5:40     |  |
| 4.  | «Why Go»    | Ament, Vedder                            | 3:19     |  |
| 5.  | «Black»     | Gossard, Vedder                          | 5:43     |  |
| 6.  | «Jeremy»    | Ament, Vedder                            | 5:18     |  |
| 7.  | «Oceans»    | Gossard, Ament, Vedder                   | 2:41     |  |
| 8.  | «Porch»     | Vedder                                   | 3:30     |  |
| 9.  | «Garden»    | Gossard, Ament, Vedder                   | 4:58     |  |
| 10. | «Deep»      | Gossard, Ament, Vedder                   | 4:18     |  |
| 11. | «Release»   | Gossard, Ament, Krusen, McCready, Vedder | 9:04     |  |

| Pistas adicionales versión europea |                |                                          |          |  |
| N.º                                | Título         | Música                                   | Duración |  |
| 12.                                | «Alive (live)» | Gossard                                  | 4:54     |  |
| 13.                                | «Wash»         | Ament, Gossard, Krusen, McCready, Vedder | 3:33     |  |
| 14.                                | «Dirty Frank»  | Abbruzzese, Ament, Gossard, McCready     | 5:38     |  |

| Pistas adicionales versión japonesa |                      |                             |          |  |
| N.º                                 | Título               | Escritor(es)                | Duración |  |
| 12.                                 | «I've Got a Feeling» | John Lennon, Paul McCartney | 3:42     |  |
| 13.                                 | «Master/Slave»       | Vedder, Ament               | 3:50     |  |

| Pistas adicionales reedición |                           |                                          |          |  |
| N.º                          | Título                    | Música                                   | Duración |  |
| 12.                          | «Brother»                 | Gossard                                  | 3:59     |  |
| 13.                          | «Just a Girl»             | Gossard                                  | 5:02     |  |
| 14.                          | «Breath and a Scream»     | Gossard                                  | 5:58     |  |
| 15.                          | «State of Love and Trust» | McCready, Ament                          | 4:49     |  |
| 16.                          | «2,000 Mile Blues»        | Ament, McCready, Krusen                  | 3:58     |  |
| 17.                          | «Evil Little Goat»        | Ament, Gossard, Krusen, McCready, Vedder | 1:29     |  |

| Pistas adicionales en iTunes |                                           |                                              |          |  |
| N.º                          | Título                                    | Música                                       | Duración |  |
| 18.                          | «Why Go (live at The Academy Theater)»    | Ament                                        | 4:01     |  |
| 19.                          | «Even Flow (live at The Academy Theater)» | Gossard                                      | 5:10     |  |
| 20.                          | «Alone (live at The Academy Theater)»     | Abbruzzese, Ament, Gossard, McCready, Vedder | 3:26     |  |
| 21.                          | «Garden (live at The Academy Theater)»    | Gossard, Ament                               | 5:42     |  |

- Las pistas de directo grabadas el 31 de diciembre de 1992 en The Academy Theater de Nueva York.

### Material adicional en reedición

#### DVDMTV Unplugged
1. «Oceans»
2. «State of Love and Trust»
3. «Alive»
4. «Black»
5. «Jeremy»
6. «Even Flow»
7. «Porch»

#### CaseteMomma-Son
Toda la música compuesta por Gossard. 
| N.º | Título      | Duración |  |
| 1.  | «Alive»     | 4:35     |  |
| 2.  | «Once»      | 3:44     |  |
| 3.  | «Footsteps» | 4:20     |  |

#### LPDrop in the Park
Lado 1
| N.º | Título                    | Música          | Duración |  |
| 1.  | «Even Flow»               | Gossard         | 5:14     |  |
| 2.  | «Once»                    | Gossard         | 3:32     |  |
| 3.  | «State of Love and Trust» | McCready, Ament | 3:44     |  |
| 4.  | «Why Go»                  | Ament           | 3:20     |  |

Lado 2
| N.º | Título   | Música         | Duración |  |
| 1.  | «Deep»   | Gossard, Ament | 4:22     |  |
| 2.  | «Jeremy» | Ament          | 5:03     |  |
| 3.  | «Black»  | Gossard        | 5:28     |  |

Lado 3
| N.º | Título   | Música         | Duración |  |
| 1.  | «Alive»  | Gossard        | 5:50     |  |
| 2.  | «Garden» | Gossard, Ament | 5:35     |  |

Lado 4

Todas las canciones escritas y compuestas por Vedder. 
| N.º | Título  | Duración |  |
| 1.  | «Porch» | 12:42    |  |

## Canciones desechadas
Los sencillos extraídos del álbum contienen dos caras B de las sesiones de grabación de Ten que finalmente no se incluyeron en el álbum, "Wash" y "Yellow Ledbetter". El primero fue cara B del sencillo de "Alive", mientras que el último aparece en el sencillo de "Jeremy", convirtiéndose finalmente en un éxito de radiodifusión en 1994. Ambas canciones se incluyeron en el álbum Lost Dogs de rarezas lanzado en 2003, donde también aparece una versión de "Wash" distinta. La canción "Alone" fue grabada para Ten; una versión regrabada aparece en el sencillo de "Go". Otra versión de "Alone", con voces regrabadas, aparece en Lost Dogs. Según McCready, "Alone" no apareció en Ten porque la banda ya tenía suficientes canciones de medio tempo para el álbum.
La canción "Footsteps" comenzó siendo una demo instrumental y acabó incluyendo en la cinta The Stone Gossard Demo '91. Vedder le añadió la voz a esta versión después de recibir la cinta. La música de "Footsteps" también se usó para la canción de Temple of the Dog, "Times of Trouble". "Footsteps" aparece en la cara B del sencillo "Jeremy", aunque esta versión se extrajo de una actuación para el programa de radio Rockline. Esta versión de "Footsteps" también aparece en Lost Dogs, aunque se le añadió una introducción de armónica a la grabación.
Otras canciones descartadas del álbum y que después aparecen en Lost Dogs son "Hold On" y "Brother", este último convertido en instrumental para Lost Dogs. "Brother" se descartó porque Gossard ya no quería tocar la canción, una decisión objetada por Ament y que casi cuesta que dejara la banda. La versión de "Brother" con voz aparece en la reedición de Ten de 2009 y se convirtió en un éxito radiofónico. Tanto "Breath" como "State of Love and Trust" se grabaron con la intención de que aparecieran en la película Singles. Las versiones que finalmente aparecen en la banda sonora de la película se grabaron un año más tarde, en 1992. Las versiones de las sesiones de Ten aparecen en la reedición de 2009 del álbum. Otras canciones descartadas, pero incluidas en la reedición son, "Just a Girl", "2,000 Mile Blues" y "Evil Little Goat".

## Personal
| Pearl Jam - Jeff Ament – bajo, director artístico - Stone Gossard – guitarra - Dave Krusen – batería - Mike McCready – guitarra - Eddie Vedder – voz, arte adicional | Músicos adicionales y producción - Don Gilmore, Dave Hillis, Adrian Moore – ingeniería de sonido - Walter Gray – violonchelo - Bob Ludwig – masterización - Lance Mercer – fotografía - Tim Palmer – mezclas - Rick Parashar – producción, piano, órgano, percusión - Pearl Jam – producción - Steve Pitstick – arte adicional - Lisa Sparagano, Risa Zaitschek – diseño |

## Posición en listas

### Álbum
| Lista (1991)                      | Posición |
| --------------------------------- | -------- |
| Top Heatseekers (Estados Unidos)  | 2        |
| Lista (1992)                      | Posición |
| Billboard 200 (Estados Unidos)    | 2        |
| Lista de álbumes de Canadá        | 2        |
| Lista de álbumes de Nueva Zelanda | 3        |
| Lista de álbumes de Noruega       | 8        |
| Lista de álbumes de Alemania      | 15       |
| Lista de álbumes del Reino Unido  | 18       |
| Lista de álbumes de Austria       | 31       |
| Lista (1994)                      | Posición |
| Lista de álbumes de Suecia        | 9        |
| Lista (2009)                      | Posición |
| Top Internet Albums               | 1        |
| Lista de álbumes de Portugal      | 2        |
| Lista de álbumes de Holanda       | 10       |
| Lista de álbumes de Australia     | 11       |
| Lista de álbumes de Bélgica       | 20       |
| Lista de álbumes de Bélgica       | 66       |
| Lista de álbumes de Italia        | 20       |
| Lista de álbumes de Croacia       | 24       |
| Lista de álbumes de Irlanda       | 38       |
| Lista de álbumes de Suiza         | 67       |

### Sencillos
| 1991                               | «Alive»     | —  | 16 | 18 | 9  | —  | 44 | 13 | 19 | 20 | 16 |
| 1992                               | «Even Flow» | —  | 3  | 21 | 22 | 74 | —  | —  | —  | 20 | 27 |
| 1992                               | «Jeremy»    | 79 | 5  | 5  | —  | 32 | 93 | 10 | 59 | 34 | 15 |
| 1992                               | «Oceans»    | —  | —  | —  | —  | —  | —  | —  | 30 | 16 | —  |
| 1993                               | «Black»     | —  | 3  | 20 | —  | —  | —  | —  | —  | —  | —  |
| 2009                               | «Brother»   | —  | 5  | 1  | —  | 60 | —  | —  | —  | —  | —  |
| "—" el sencillo no entró en lista. |             |    |    |    |    |    |    |    |    |    |    |

## Reconocimientos
La información respecto a los reconocimientos obtenidos por Ten proviene de Acclaimed Music.
| Publicación                                     | País           | Reconocimiento                                             | Año  | Puesto |
| ----------------------------------------------- | -------------- | ---------------------------------------------------------- | ---- | ------ |
| Guitar World                                    | Estados Unidos | "Los 100 mejores álbumes de guitarra de todos los tiempos" | 2006 | 15     |
| National Association of Recording Merchandisers | Estados Unidos | "200 definitivos"                                          | 2007 | 11     |
| Pause & Play                                    | Estados Unidos | "Los 100 álbumes esenciales de los años 1990"              | 1999 | 11     |
| Q                                               | Estados Unidos | "Los 100 mejores álbumes de la historia"                   | 2003 | 42     |
| Q                                               | Estados Unidos | "Los 100 mejores álbumes de la historia"                   | 2006 | 59     |
| Rolling Stone                                   | Estados Unidos | "Los 500 mejores álbumes de la historia"                   | 2003 | 207    |
| Spin                                            | Estados Unidos | "Los 100 álbumes esenciales de los años 1990"              | 1999 | 33     |
| Spin                                            | Estados Unidos | "Los 100 mejores álbumes, 1985–2005"                       | 2005 | 93     |
| VH1                                             | Estados Unidos | "Los 100 mejores álbumes del Rock & Roll"                  | 2003 | 83     |
| Kerrang!                                        | Reino Unido    | "Los 100 álbumes que tienes que escuchar antes de morir"   | 1998 | 15     |
| Nieuwe Revu                                     | Países Bajos   | "Los 100 mejores álbumes de la historia"                   | 1994 | 25     |
| Musik Express/Sounds                            | Alemania       | "Las 100 Obras Maestras"                                   | 1993 | 68     |
| Rolling Stone                                   | Alemania       | "Los 500 mejores álbumes de todos los tiempos"             | 2004 | 20     |
| Juice                                           | Australia      | "Los 100 (+34) mejores álbumes de los años 1990"           | 1999 | 101    |
| Viceversa                                       | Italia         | "100 álbumes de rock"                                      | 1996 | 99     |